# Cola letestui
Cola letestui är en malvaväxtart som beskrevs av François Pellegrin. Cola letestui ingår i släktet Cola och familjen malvaväxter. Inga underarter finns listade i Catalogue of Life.